# Декамерон (фильм, 2015)
«Декамеро́н» (итал. Maraviglioso Boccaccio — «Чудесный Боккачо») — фильм братьев Паоло и Витторио Тавиани 2015 года по мотивам нескольких новелл из одноимённого произведения Джованни Боккаччо.

## Сюжет
В середине XIV века несколько благородных юношей и девушек сбегают из Флоренции, охваченной эпидемией чумы. Они поселяются в загородной вилле, а для того, чтобы скоротать время, рассказывают друг другу истории.
Для фильма были выбраны следующие новеллы «Декамерона»:
- День десятый, новелла четвёртая (X, 4)
- День восьмой, новелла третья (VIII, 3)
- День четвёртый, новелла первая (IV, 1)
- День девятый, новелла вторая (IX, 2)
- День пятый, новелла девятая (V, 9)

## В ролях
| Актёр                      | Роль                     |
| -------------------------- | ------------------------ |
| Лелло Арена                | Танкред                  |
| Паола Кортеллези           | аббатиса Усимбальда      |
| Каролина Кресчентини       | Изабетта (Изабелла)      |
| Флавио Паренти             | Никколуччо Каччанимико   |
| Виттория Пуччини           | Каталина                 |
| Микеле Риондино            | Гвискардо                |
| Ким Росси Стюарт           | Каландрино               |
| Риккардо Скамарчо          | Каризенди                |
| Касия Смутняк              | Гисмонда                 |
| Жасмин Тринка              | Джованна                 |
| Джозафат Ваньи             | Федериго дельи Альбериги |
| Мелисса Анна Бартолини     | Елиза                    |
| Евгения Константини        | Неифила                  |
| Мириам Далмацио            | Фьямметта                |
| Розабелла Лауренти Селлерс | Филомена                 |
| Фабрицио Фалько            | Дионео                   |

## Работа над фильмом
Съёмки начались 31 марта 2014 года в Тоскане и заняли десять недель.